# Gosport (Anglaterra)
Gosport és una localitat amb estatus de borough i un districte no metropolità al comtat de Hampshire (Anglaterra). Segons el cens de població del Regne Unit del 2011 Gosport tenia 82.622 habitants.
Fins finals del segle XX Gosport va ser una localitat naval molt important on hi havia la infraestructura de subministrament i defensa de la HMNB Portsmouth (Base Naval Reial de Portsmouth), i encara avui en dia és la base del HMS Sultan i una unitat de subministrament d'armament naval i també la seu d'una base de manteniment d'helicòpters.
A la ciutat hi ha diversos edificis històrics d'interès. Hi ha nombroses fortificacions i instal·lacions com per exemple el Fort Brockhurst, Priddy's Hard (antigament el Dipòsit d'Armament, actualment el Museu Explosion! d'Artilleria Naval) i el Museu Naval Reial de Submarins a Haslar Road. També s'ha transformat el port en una marina, on hi ha el Museu de Submarinisme a Stokes Bay Lines.